# Río Zapardiel
El río Zapardiel es un río español afluente del río Duero (Cuenca del Duero, subdivisión del Bajo Duero), de antiguo poblamiento y larga historia; aunque su caudal es escaso y actualmente muy contaminado, al menos en una buena parte de su recorrido, que afecta a las provincias de Ávila (donde nace) y Valladolid (donde desemboca).

## Toponimia
Se especula, aunque no hay pruebas al respecto, que el nombre pudiera proceder del hebreo «Tspardelh» que, en castellano, significaría «río de ranas» (el vocablo debió pasar a los musulmanes de la región, que también dieron nombre a Medina del Campo). En castellano viejo el nombre derivaría a Çapardielo y de ahí, perdiéndose la «o» final a la denominación actual.[cita requerida]

## Datos generales
El río Zapardiel nace en la laguna de San Martín de las Cabezas (sierra de Ávila), en el municipio de El Parral, pasa por Rivilla de Barajas y Fontiveros, también en la provincia de Ávila y, después por Medina del Campo, ya en la provincia de Valladolid; para desembocar, a una altitud de 673 m sobre el nivel del mar, en la margen izquierda del Duero, cerca de Tordesillas. Aunque el Zapardiel nunca ha tenido un caudal permanente (salvo en invierno), en los últimos años se ha secado prácticamente del todo; es, por tanto, lo que se llama un río transitorio (está siempre seco excepto cuando hay grandes descargas torrenciales).
Actualmente está sumamente degradado debido a la escorrentía de nutrientes, pesticidas y herbicidas agrícolas, los vertidos urbanos e industriales, los escombros, la sobreexplotación de acuíferos para regadío, la industria o el consumo humano de los términos municipales por los que pasa. Tan sólo Fontiveros, Medina del Campo y Rueda poseen depuradoras municipales. Este río es uno de los que tienen peor calidad de agua de la zona, con altos grados de mineralización y grandes cantidades de materia orgánica, lo que implica aguas altamente eutrofizadas. En general, el Zapardiel es un triste ejemplo de la destrucción de un río: apenas tiene vegetación o arbolado, salvo algunos pinares y choperas de producción que han sustituido a los bosques tradicionales de ribera, la roturación ha sido desmedida en sus cercanías, a menudo se han habilitado caminos justo en sus orillas, han desaparecido las olmedas a causa de la grafiosis y otra serie de infortunios.

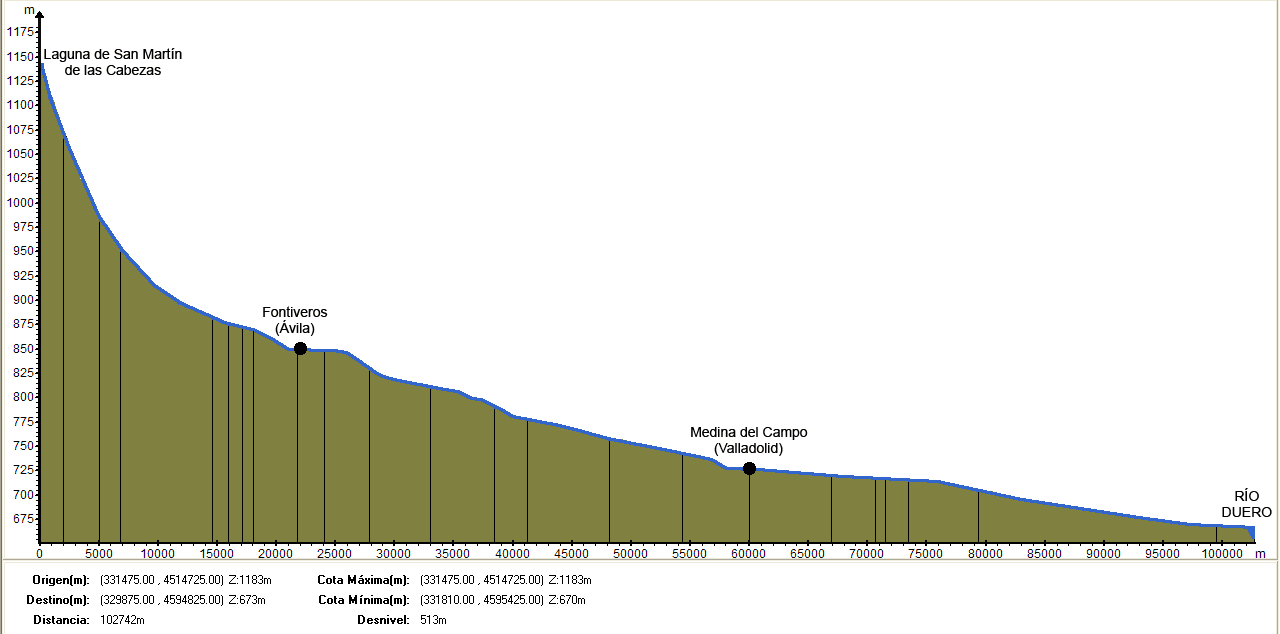
Perfil de río Zapardiel desde su nacimiento hasta su desembocadura

A pesar de su estado actual, Miguel de Cervantes menciona este río en su obra Viaje del Parnaso, diciendo: «Zapardiel, famoso por su pesca». Aparece descrito en el decimosexto volumen del Diccionario geográfico-estadístico-histórico de España y sus posesiones de Ultramar de Pascual Madoz de la siguiente manera:

ZAPARDIEL: r. que tiene su origen al pie del l. de Vista en la prov. de Avila; se dirige con rapidez al N., bañando los térm., de Crespos y Pascual Grande, Rivilla Barajas, Fontiveros, Cisla, Bercial, Mamblas, Barroman, San Esteban de Zapardiel y Castellanos; entra después en la prov. de Valladolid, bañando las mas ricas y abundantes tierras de granos de Castilla, hasta encontrarse con los muros de Medina del Campo; continúa después por los hermosos prados de Carrion, Dueñas, Torrecilla y otros, y desagua en el r. Duero en el térm. de Tordesillas y sitio que llaman los Cuartos de Zafraga: tiene un puente de madera junto á Barroman y dos junto á Medina; cria algunos peces, truchas y anguilas. Su corriente es de unas 15 leg. la cual se interrumpe en el verano quedando solo algunos charcos.
(Madoz, 1850, p. 503)

### Afluentes

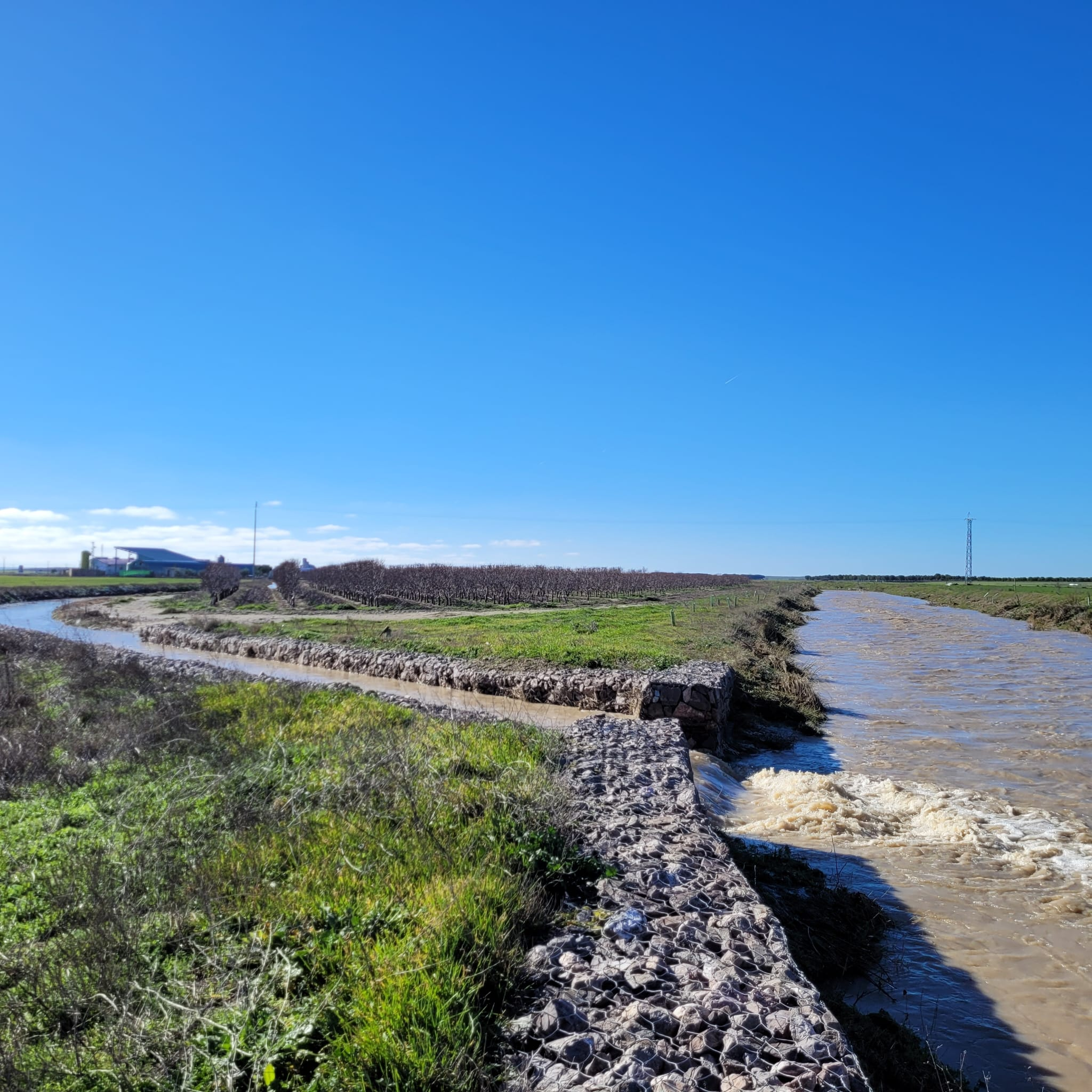
Río Valtodano, principal afluente histórico del Zapardiel, en su desembocadura en Castellanos de Zapardiel. Esta confluencia solía producir inundaciones, por lo que se intentó hacer una pequeña presa y cuyos restos se aprecian en la imagen.

El río Zapardiel tiene como principal afluente de importancia al río Valtodano, que nace en la Laguna del Regajal de Donjimeno y desemboca en el Zapardiel en Castellanos de Zapardiel. Este pequeño río, es el único de los afluentes del Zapardiel que permitía un aprovechamiento de sus aguas mediante molinosen Fuentes de Año. Asimismo, la toponimia sugiere que el Valtodano poseía cierta capacidad pesquera, ejemplificándose en ejemplos como la "calle Cangrejos" de Fuentes de Año. Su patrimonio cultural se preserva en los distintos manantiales que hay en la ribera de su curso. Estos manantiales crean tramos con caudal permanente y tramos secos (porque se vuelve perdedor), y permiten que se mantenga uno de los bosques de ribera mejor conservados de la subcuenca del Zapardiel (algo que no es complicado dado que ha desaparecido buena parte de la vegetación de ribera).
De menor importancia, se deben destacar al arroyo del Simplón y al arroyo de la Agudilla, que desembocan en Medina del Campo, el arroyo del Ojuelo que atraviesa el casco urbano de Cantiveros y al antiguamente conocido como "arroyo Morteros" de Salvador de Zapardiel que causaba numerosas inundaciones (ahora llamado "zanja del agua honda" ). Aunque menos destacados que el Valtodano, son pequeños arroyos que son relevantes en los episodios de crecidas, ya que solía causar problemas en los pueblos por los que discurren.
Como curiosidad, los únicos afluentes que presentan algún tipo de señalización en la carretera son el río Valtodano en el cruce hacia Fuentes de Año y el río Salido en que nace y desemboca en Fontiveros (ambos de la carretera AV-800).

## La leyenda negra del Zapardiel

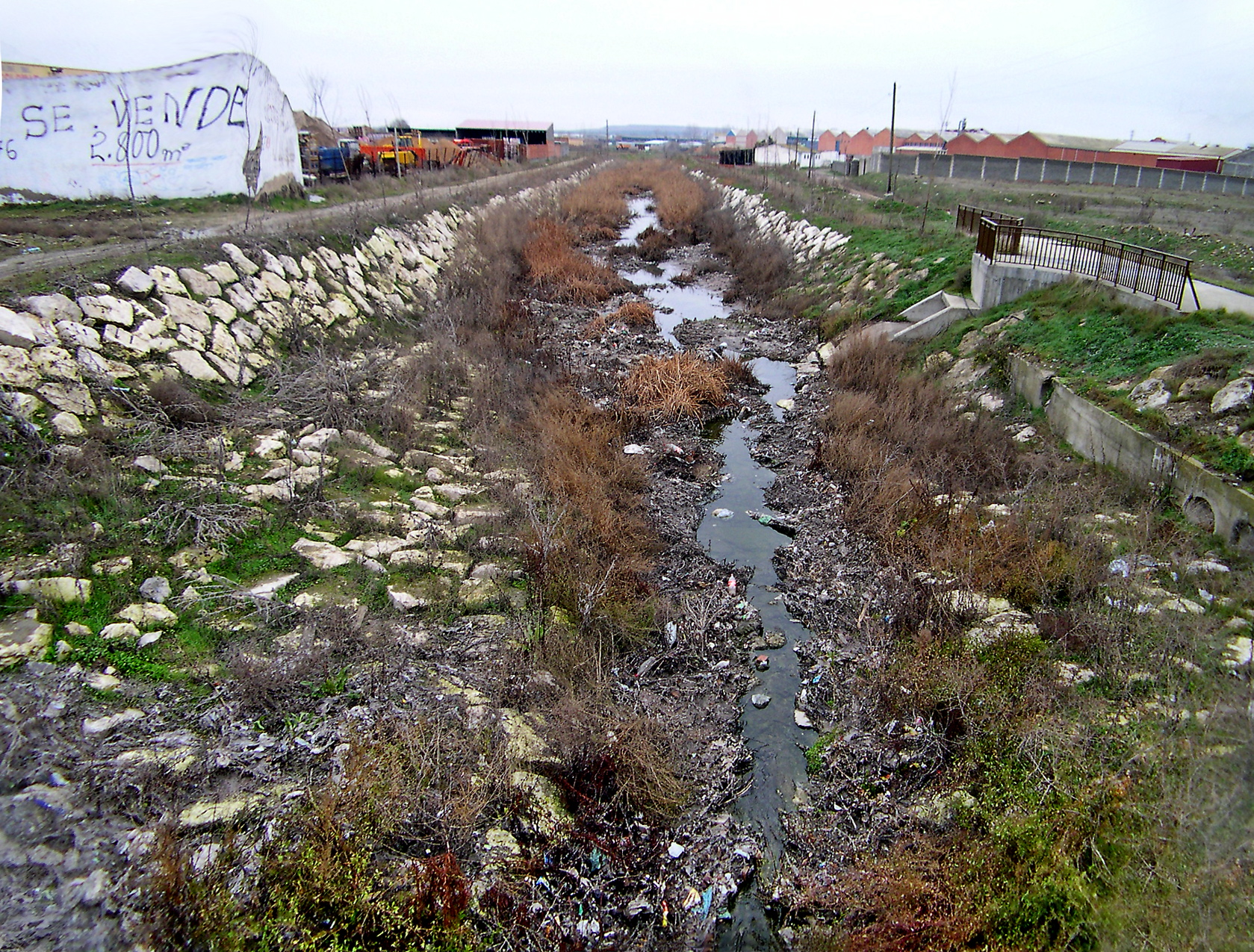
Estado de degradación del cauce del río Zapardiel después de pasar por Medina.

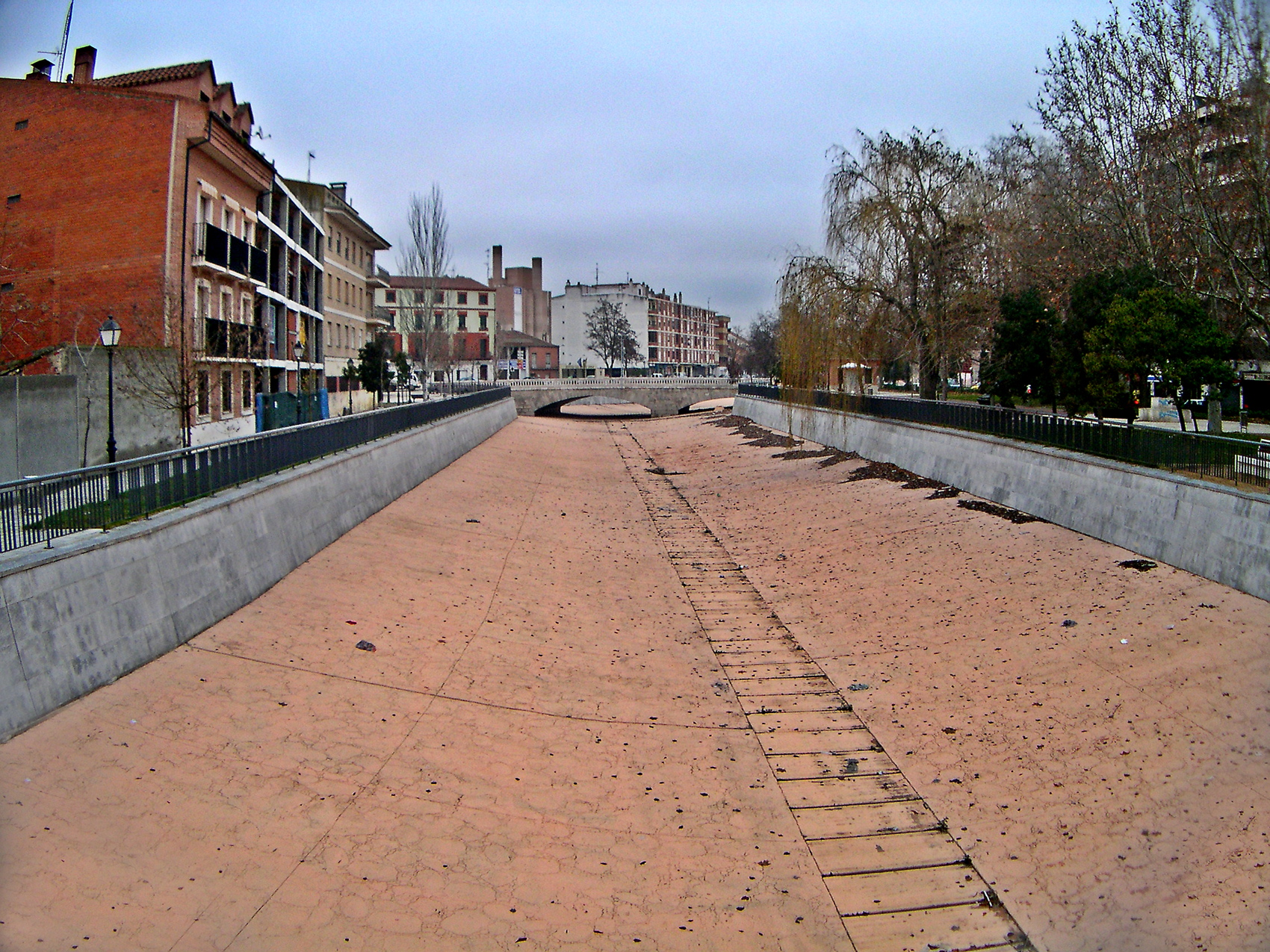
Río Zapardiel sin caudal

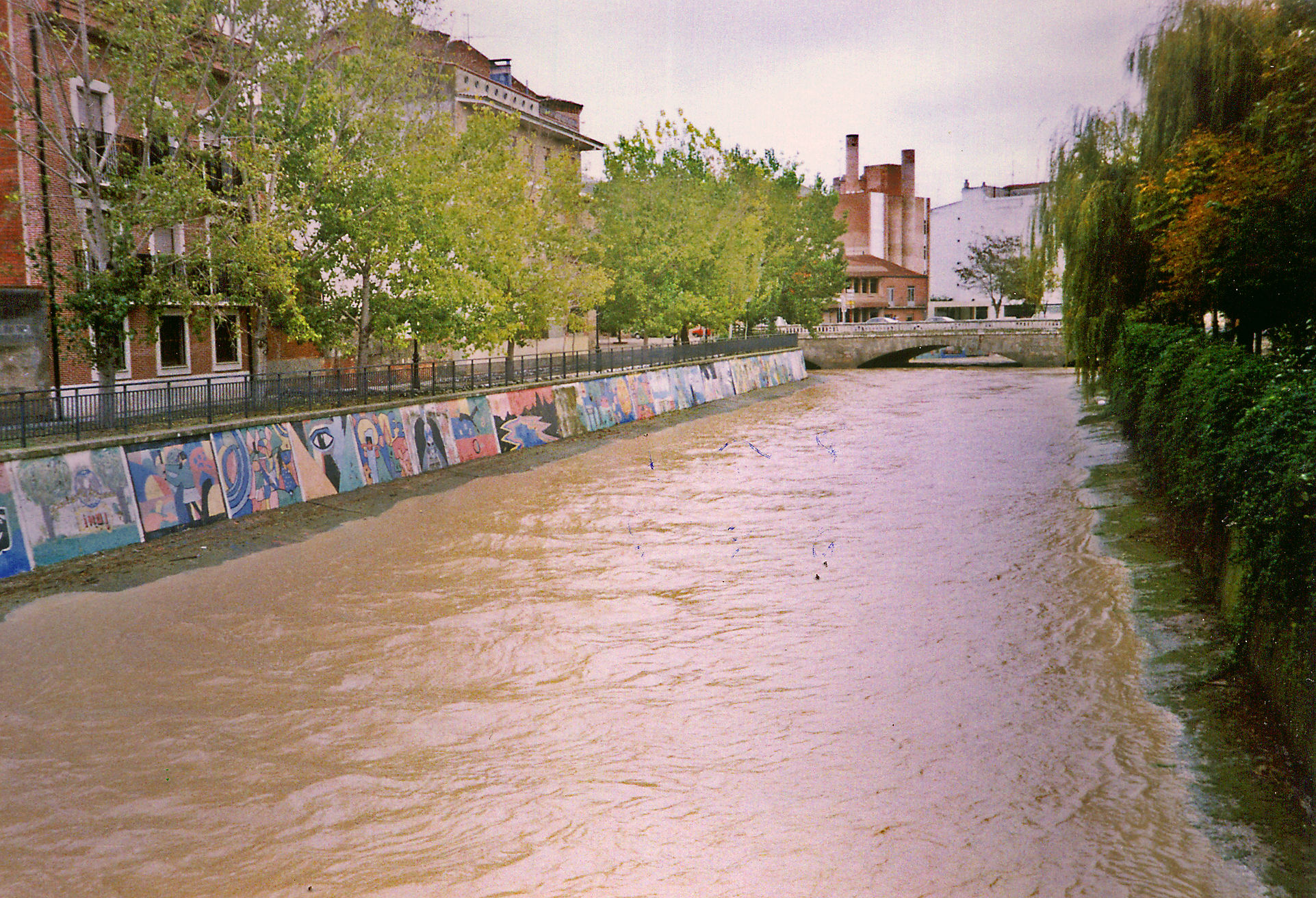
Crecida del río Zapardiel (año 1997).

De todos modos, es sabido que el Zapardiel siempre ha causado problemas de insalubridad a la "Villa de las Ferias", dice López Ossorio (cronista de la villa en el siglo XVII que a Medina "la baña, o, por mejor decir, la infecta el riachuelo Zapardiel). Unas veces por la ausencia de una corriente (de agua regular que limpie el cauce); y, otras, por culpa de las periódicas avenidas destructivas (documentadas desde 1435): a pesar de su escaso caudal, este "aprendiz de río" sufre, cada cierto tiempo, esas riadas que destruían todo lo que había en la vega; después, el agua se estancaba en zonas de represamiento provocando insalubridad y enfermedades.
Ya en 1490 se encauzó el río para evitar ciénagas y fangos. Las obras no sirvieron de mucho, pues fue necesario repetirlas tras las inundaciones de 1591. Pero las avenidas se repetían y, con ellas (o sin ellas), los mortíferos efectos del estancamiento del agua corrompida no dejaban de sentirse. En el siglo XVI las Reales Carnicerías de Medina del Campo (en plena edad dorada de la ciudad) soltaban todos sus desperdicios al río; dado que en aquel tiempo la ciudad tenía 20 000 habitantes y el edificio en cuestión está en el centro urbano, no a las afueras, es fácil hacerse una idea del problema.
Era tan habitual el paludismo, o las fiebres tercianas, que no se les daba importancia; hasta que en 1788 provocaron 252 muertes (cifra muy superior a la de nacimientos). Ese mismo año la crecida fue tal, que la plaza Mayor se convirtió en una laguna, y sólo se salvaron las viviendas del cerro de La Mota (ya prácticamente abandonado). Algo parecido ocurrió en 1956, cuando muchas calles de la villa se anegaron. Una de las grandes avenidas del río tuvo lugar en diciembre de 1997: aunque el caudal no llegó a salirse de madre, la villa estuvo toda una noche en vela y alerta. Otra avenida, de menor importancia, tuvo lugar durante los días 18, 28 y 30 de marzo de 2013; en este caso el río tampoco se desbordó.
La escasez de caudal se debe, en parte, al carácter semiendorreico de muchas zonas de la campiña. Por eso, las lagunas de la tierra eran abundantes, de una importancia biológica incalculable, pero, intermitentes, descuidadas o convertidas en vertederos y, algunas de ellas, dentro del propio casco urbano, eran poco saludables, y los médicos medinenses dieron cuenta de ello en numerosas peticiones al consistorio. El desecado y terraplenado de esos llamados "lavajos" es muy antiguo (desde el siglo XVI), pero aún hoy, en el siglo XXI, siguen las quejas sobre los malos olores que desprenden los que quedan. De principios del siglo XX, cuando Medina estaba mucho más deprimida que en su época de esplendor, data este documento:

"Medina del Campo, ciudad de seis mil habitantes, nunca ha tenido agua limpia hasta que, por casualidad, se ha acertado hace poco con un pozo artesiano. Fue en sus tiempos la primera ciudad de Castilla y hoy es poco más que una aldea..." (Julio Senador Gómez, Castilla en Escombros, página 128)

Y es en 1925 cuando se hace la primera obra exitosa del encauzamiento del río, renovada en el siglo XXI, ya que el ayuntamiento de Medina del Campo, inscrito en la Agenda Local 21 (que, como se sabe, pone especial énfasis en la calidad de vida de los ciudadanos y el ambiente natural) entre sus actuaciones, destaca una controvertida obra para encauzar el Zapardiel a su paso por la ciudad. (por valor de 2.523.000 €) y la construcción una Depuradora de aguas que evite que los residuos urbanos viertan en el río directamente. Sin embargo, la ausencia de agua en el cauce impide su natural recuperación. Aún es pronto para juzgar la eficacia de estas y otras iniciativas.

## La destrucción de Salvador de Zapardiel por una gran inundación (1860)
Entre el 23 y el 26 de diciembre de 1860, una gran inundación del río Zapardiel destruyó  el municipio de Salvador de Zapardiel, uno de los tradicionalmente más inundados por el Zapardiel junto con Medina del Campo (que también se inundó en este episodio, aunque sin tantos daños) y Castellanos de Zapardiel.
De Salvador de Zapardiel, partido de Medina, escriben al Norte de Castilla en 26 de Diciembre:
«A las doce del día 23 empezó a llover con tanta abundancia como nunca se había conocido. El pueblo y las inmediaciones estaban cubiertos de nieve, y como es natural el río que le da nombre salió de su cauce y se presentó ante nosotros con un aspecto aterrador. A pesar de ser domingo, todos los vecinos, y hasta la mujeres y los niños, se ocuparon en abrir zanjas y hacer diques para contener la inundación.
A las diez de la noche se metió el río en el pueblo por tres partes a la vez. El vecindario en masa se echó a la calle, en medio de los lamentos más tristes y desgarradores Cada uno quiere auxiliar a aquellos de sus parientes o amigos que más riesgo corren: se hacen los más colosales esfuerzos, pero todo es inútil para librarse de la inundación. En vista de esto se tocan las campanas a las doce de la noche; los pueblos de las inmediaciones, como son Muriel, Fuente el Sol y Lomoviejo, se apresuran a socorrernos, pero es inútil también este recurso, y tienen que resignarse a presenciar nuestro dolor, porque ni en caballerías se podían acercar a nuestro pueblo...
Hemos pasado 48 horas mortales, 48 horas que bien podrían compararse a los últimos momentos del trágico fin del mundo, 48 horas inundados, aislados completamente, en medio de la más aflictiva ansiedad.
Todas las casas se han resentido: los corrales han desaparecido todos menos uno: se ha arruinado la única posada que había, llevándose el agua las maderas y hasta las gallinas.
Otras cuatro casas se han arruinado también, aunque no del todo, y estas, y otras se sostienen a fuerza de apeos.
Son incalculables los daños; y para colmo de nuestras desdichas, en medio de tantas ruinas, vemos que el torrente devastador del Zapardiel ha destruido todos los campos y todos los sembrados, privándonos de la próxima cosecha»

## ZEPA "Tierra de Campiñas"

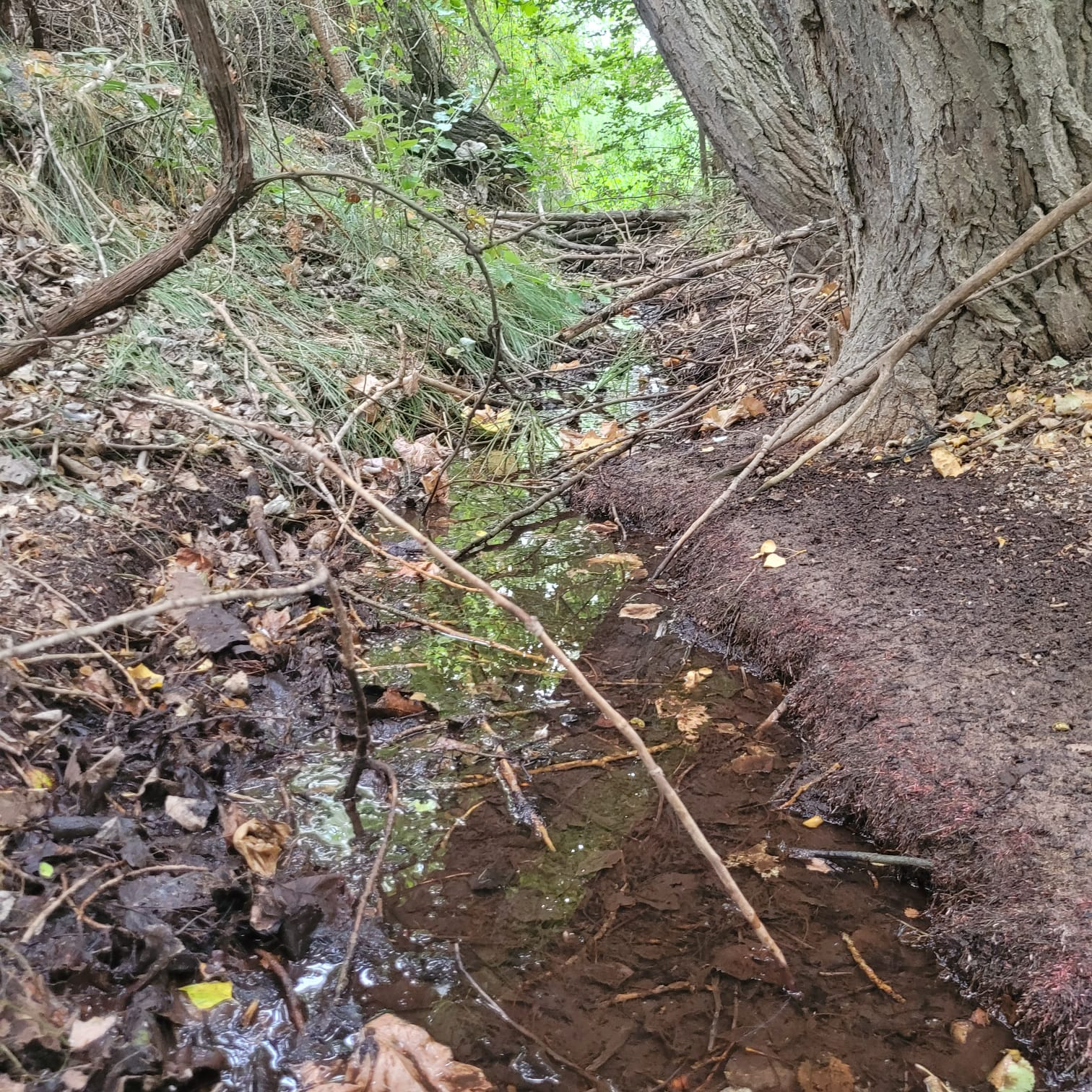
Bosque de ribera en el río Valtodano dentro de la zona IBA

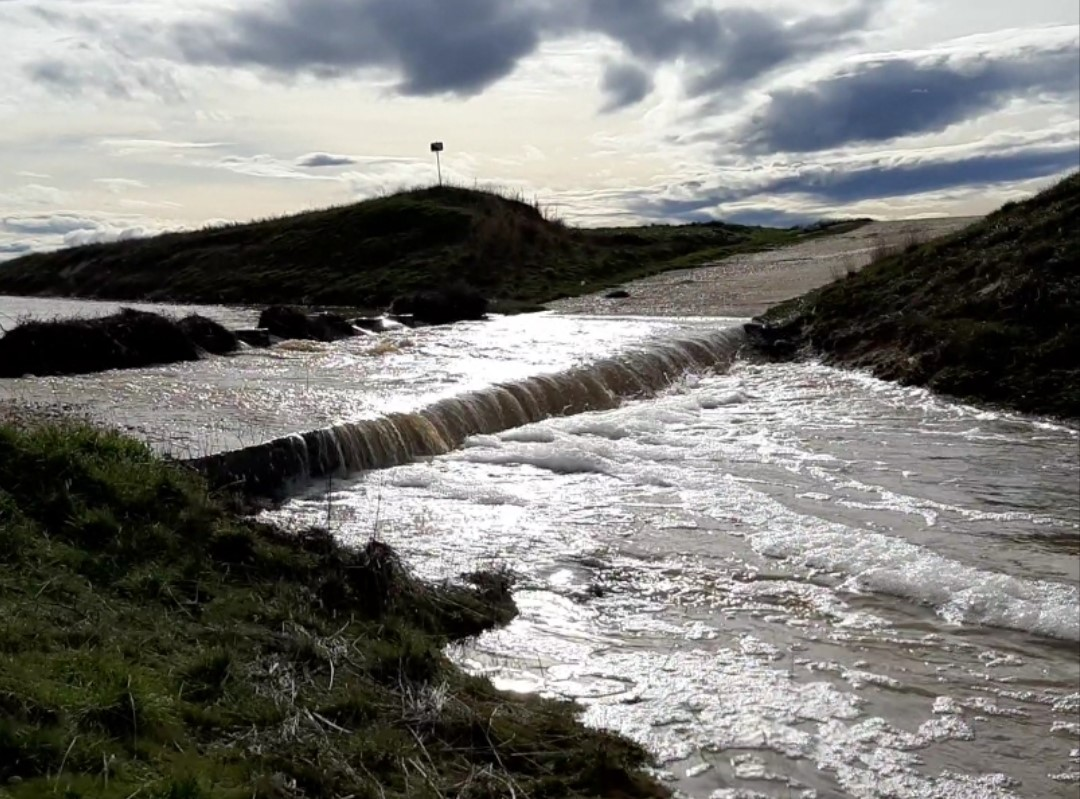
Río Zapardiel en Salvador de Zapardiel antes de recibir el aporte del río Viejo

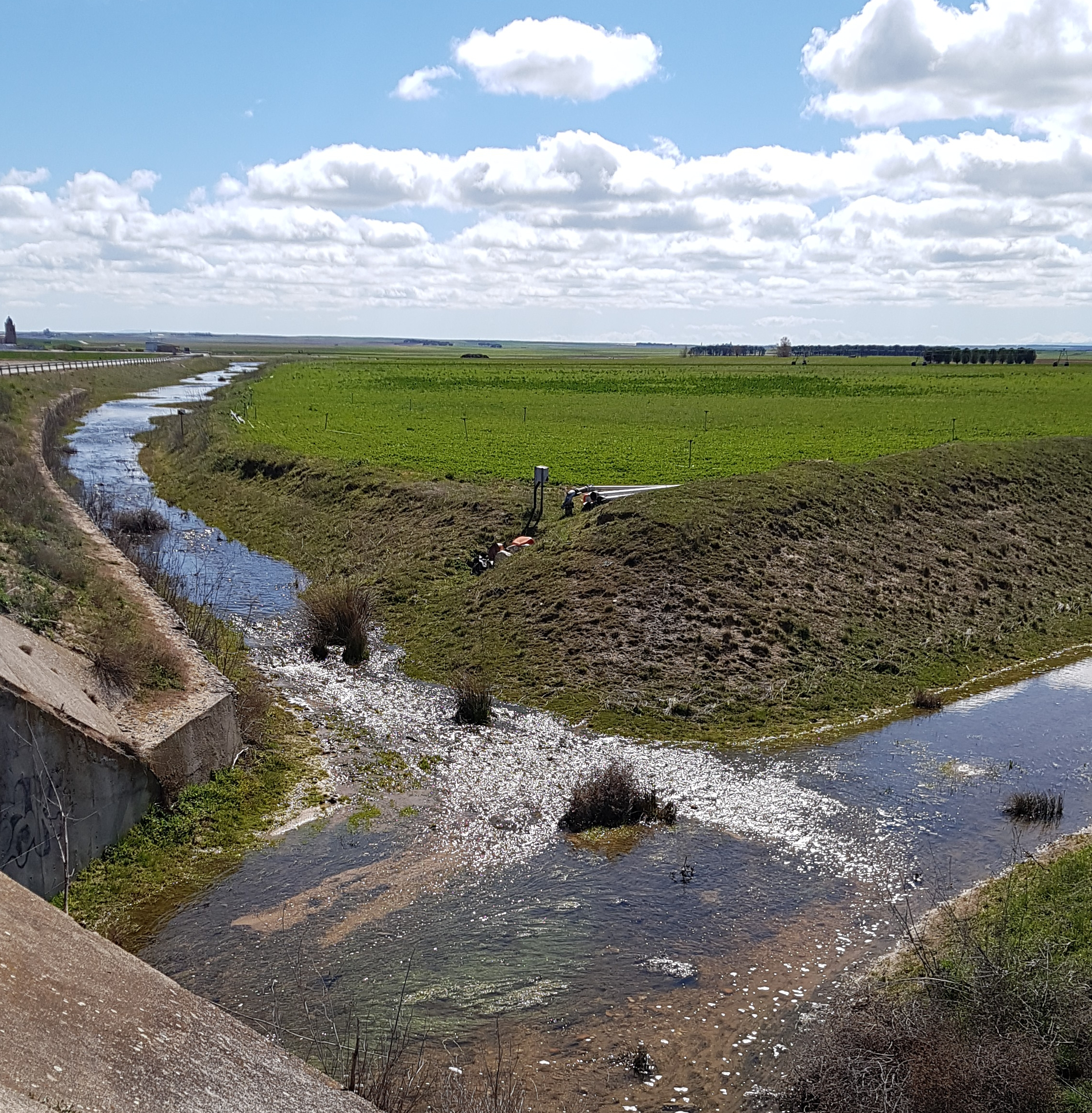
Desembocadura del río Viejo (izquierda) en el río Zapardiel (derecha) en Salvador de Zapardiel

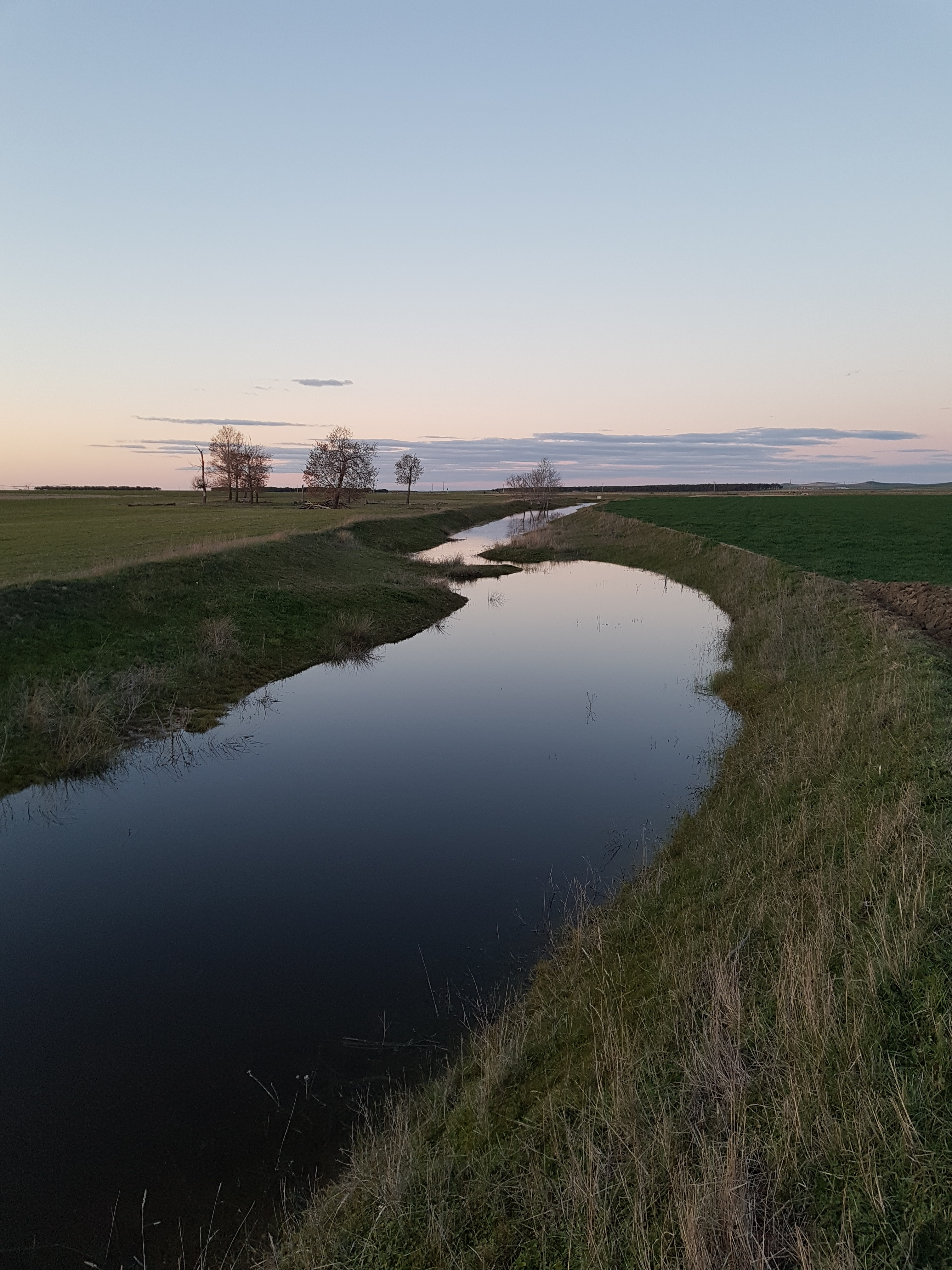
Río Viejo (antiguo meandro del río Zapardiel) en Salvador de Zapardiel

Este espacio abarca todo el tramo del río que atraviesa los municipios de Cisla, Mamblas, Bercial de Zapardiel, Barromán, Castellanos de Zapardiel, San Esteban de Zapardiel, Salvador de Zapardiel, Muriel de Zapardiel, Honcalada, Lomoviejo y San Vicente del Palacio justo antes de entrar en Medina del Campo.
Esta área de meseta presenta materiales terciarios blandos (arcillas, margas y yesos) que junto con la erosión de los materiales calizos han conformado las campiñas actuales (arcillosas) con suaves ondulaciones. En algunos tramos de la zona hay bosques de ribera mejor conservados que aguas abajo. En algunos tramos hay junqueras de alto interés como las que aparecen en Salvador de Zapardiel declaradas como LIC y ZEC
Este tramo es especialmente interesante porque podemos encontrar la desembocadura de los principales afluentes del río Zapardiel, todos ellos por margen izquierda. El río Valtodano en Castellanos de Zapardiel y el antiguo arroyo Morteros (que sirve como tranvase Las Cogotas-Zapardiel y aparece en la cartografía actual como "zanja de las Aloberas") en Salvador de Zapardiel (ambos dentro de la zona ZEPA), donde el caudal suele ser relativamente más elevado gracias al aporte de ambos ríos. Tanto los ríos Zapardiel y Valtodano como el arroyo Morteros se encuentran dentro de una zona IBA con especies destacadas como el milano real (Milvus milvus), el sisón común (Tetrax tetrax), la avutarda (Otis tarda), la grulla (grus grus) o el alcaraván común (Burhinus oedicnemus).
Dentro de la ZEPA se encuentran las especies ya mencionadas y otras como el aguilucho cenizo (Circus pygargus), el cernícalo primilla (Falco naumanni) y la calandria (Melanocorypha calandra) , la ganga ortega (Pterocles orientalis), la ganga ibérica (Pterocles alchata), el alcaraván (Burhinus oedicnemus) y la terrera común (Calandrella brachydactyla). Otra especie destacada es el águila imperial ibérica (Aquila adalberti).

## ZEPA de "La Nava-Rueda"

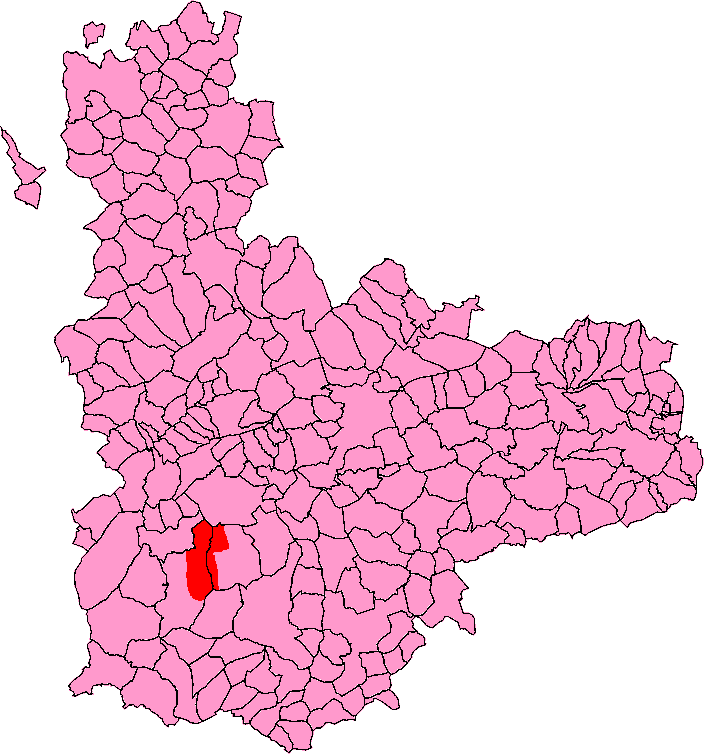
Área de extensión de la ZEPA La Nava-Rueda, en la provincia de Valladolid, para más detalles pulsar en la figura.

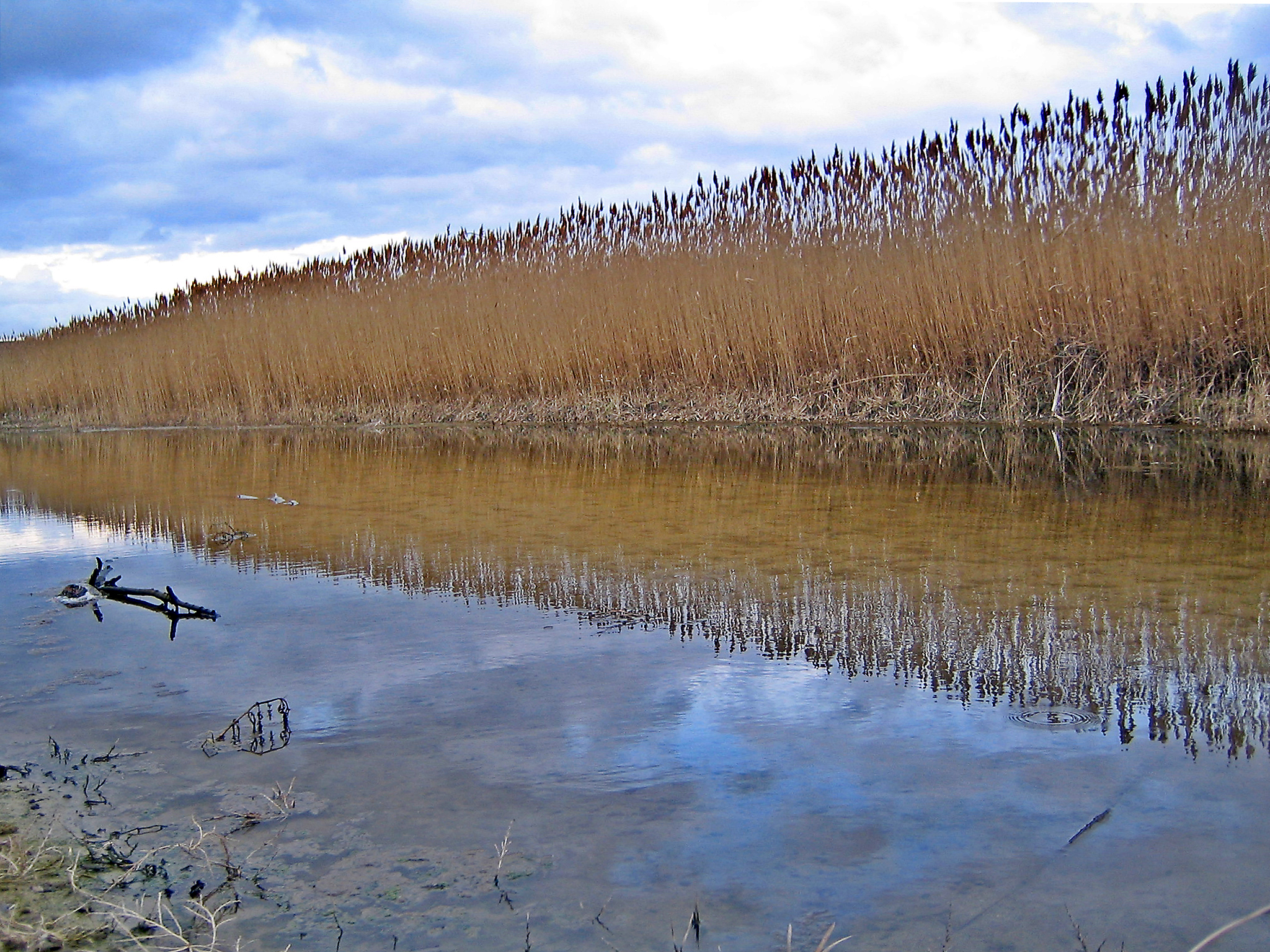
Carrizales en el represamiento de Foncastín, un importante refugio para la avifauna ripícola.

Lo cierto es que Medina del Campo y las localidades por las que discurre el río Zapardiel no son las víctimas de su contaminación, sino sus causantes. De hecho, unos 15 km aguas abajo, cuando este sufrido afluente llega a la localidad de Torrecilla del Valle, comienza a tener aguas, no claras, pero sí más limpias (aunque siguen estando eutrofizadas). A partir de la citada localidad (pedanía de Rueda), de escasos habitantes, toda la margen izquierda del río ha sido declarada zona de especial protección para las aves (Z.E.P.A.), con la denominación La Nava-Rueda; y a partir de otra pedanía, Foncastín, también se incluye la margen derecha.
La mayor parte de esta ZEPA vallisoletana es una llanura cerealista con suaves ondulaciones y escarpes debidos a las terrazas cuaternarias del río Duero. Pero un 30 % de la misma lo constituyen hábitats de interés, sobre todo de agua dulce y matorral esclerófilo. En la parte del término municipal de Rueda también abundan, lógicamente, las explotaciones vitivinícolas (Denominación de Origen Rueda), sobre todo en los terrenos más pobres de las terrazas fluviales que quedan al margen de la ZEPA. También abarca una importante superficie de pinar en muy buen estado y de gran valor biológico (llamado Pinar de la Nava), y un reducido alcornocal (el único de la provincia) en Foncastín. En torno al Zapardiel hay bosques de ribera y densos carrizales, sobre todo en el represamiento de Foncastín.
- Además de la especie principal, la avutarda (con casi 100 ejemplares), la avifauna más significativa es esteparia: rapaces como el cernícalo primilla (Falco naumanni) y el milano real (Milvus milvus, prácticamente han desaparecido los ejemplares nidificantes, aunque hay muchos de invernada). El sisón (Tetrax tetrax) y la ganga común (Pterocles alchata) apenas se reducen a una decena de ejemplares. También son muy escasos el alcaraván (Burhinus oedicnemus) y la carraca (Coracias garrulus), pero las calandrias (Melanocorypha calandra) son abundantes en invierno.
- Hay especies de bosque en el Pinar de la Nava, con alguna colonia de milano negro (Milvus migrans); varias lechuzas campestres (Asio flammeus), chotacabras grises (Caprimulgus europaeus), etc.
- En el represamiento de Foncastín, en los carrizales y en los bosques de ribera del río Zapardiel no se descarta la presencia nidificante de cigüeñuelas (Himantopus himantopus) y martines pescadores (Alcedo atthis) y, en migración e invernada, avetorillos (Ixobrychus minutus) y esmerejones (Falco columbarius).

|  |  |  |

En general, la cercanía del espacio natural protegido de Riberas de Castronuño favorece la presencia de numerosas aves de paso, incluyendo gavilanes, águilas reales, ortegas, y muchas especies ripícolas (anátidas, zancudas...).